# Marrata
(Domenico Rea, Ninfa plebea)
La Marrata, (in dialetto locale A' Mmarrate, talvolta Crocefisso) è un antico rione di Nocera Inferiore, formatosi lungo Corso Vittorio Emanuele. Con i rioni del Casale del Pozzo, di Capocasale e del Casale Nuovo, forma il quartiere di Capocasale.
Fa anche parte del quartiere Storico.

## Geografia
Il rione ricopre un vasto tratto nell'area nord del Corso di Nocera Inferiore, allungandosi fino alle località di Santa Chiara e Pino Secco, ai confini con Pagani. Confina col rione del Casale del Pozzo, da una sua propaggine laterale si sviluppa il Casale Nuovo, al quale è stato storicamente assoggettato.

## Storia

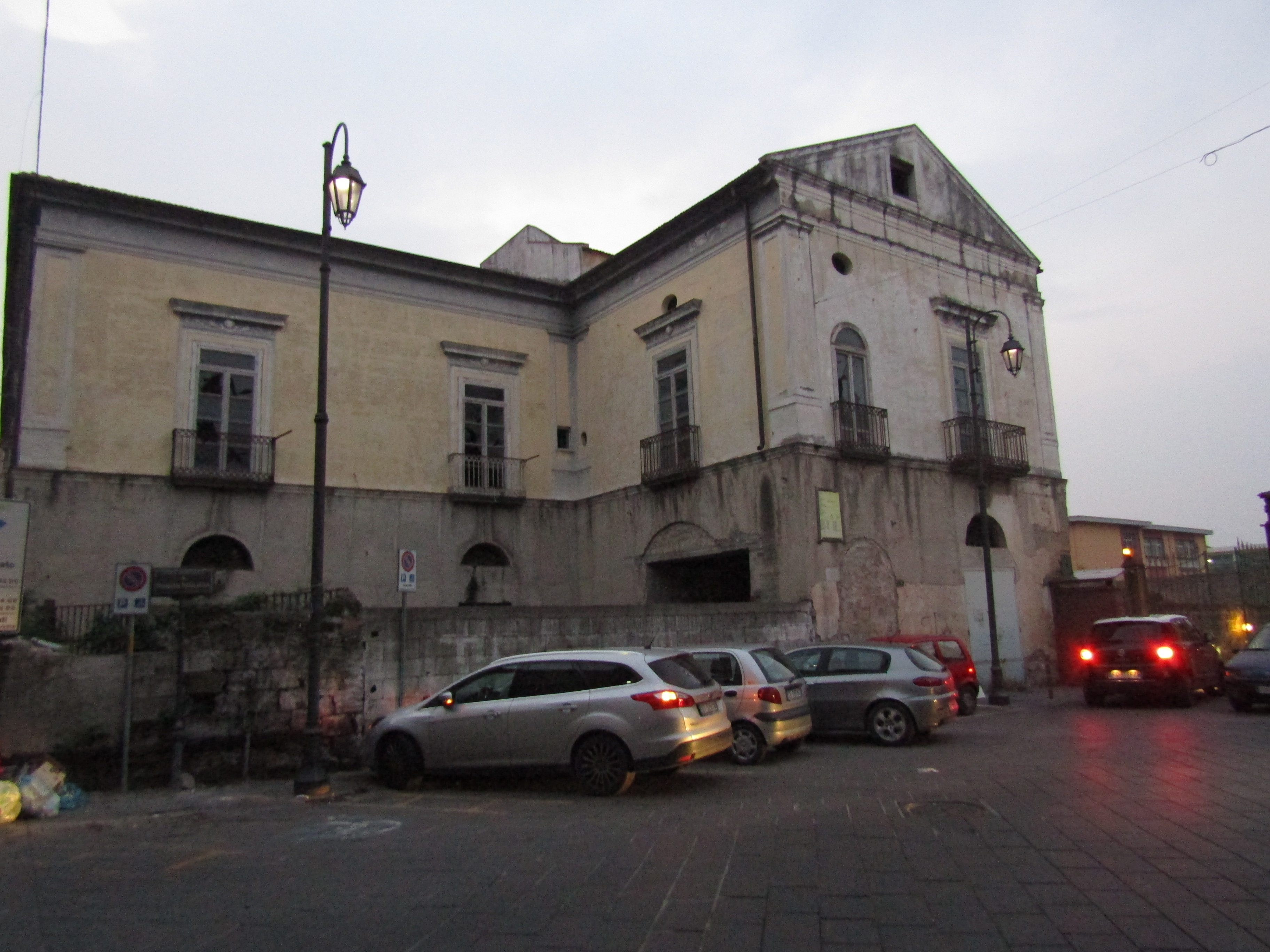
La zona del Crocefisso (Piazzetta Pagliara)

Formatosi lungo l'area commercialmente più attiva, sebbene fosse quella più soggetta ad allagamenti durante le alluvioni (di fatti fino alla bonifica borbonica della città era attraversato dal rivo della Matrognana), il primo nucleo del rione si sviluppò attorno alla zona del Crocifisso o Crocefisso (l'attuale Piazzetta Pagliara) dove sorge un antico palazzo, inizialmente faceva parte dei Sei Casali, a fine XVI secolo, fece parte dell'Universitas Nucerina Trium Casalium. Nello stesso periodo, da una sua propaggine nacque un nuovo nucleo di case nella zona del Puntetto (le attuali via Vecchio macello e Via Gambardella), che sarà noto come Casale Nuovo. 
Seguirà da allora le sorti dei casali, divenendo prima Università di San Matteo Tre Casali nel XVIII secolo e poi parte di Nocera San Matteo dal 1806 al 1834. Dal 1851 è parte di Nocera Inferiore. Dal XIX secolo ha iniziato ad avere un implemento strutturale e demografico, vista l'area commerciale che ricopriva. Diverse strutture industriali (conserviere Spera e Cuomo), scolastiche (l'ex Istituto Volta, ora parte dell'IIS G. Marconi, ed una succursale del Magistrale Galizia), sanitarie (l'ex Ospedale Sant'Elisabetta) e comunali.
Nella zona si sono sviluppate famiglie ricche come gli Spera, i Gabola, i Cuomo, i Buonfiglio ed i Romano.
A partire dall'inizio degli anni 2000, il rione, come tutti gli altri nell'area del Corso vecchio, è stato oggetto di un'imponente opera di recupero da parte dell'amministrazione locale.

## I cortili
Come gli altri casali, anche la Marrata presenta diversi cortili con nomi folkloristici e dialettali, quali: Corte Fierro, il Vico di Santa Caterina, o' Portone luongo, Corte Gabola o quello de' Surece.

## Cultura
Menzionata da Domenico Rea in Ninfa Plebea, qui si svolgeva parte della storia del romanzo.
Iconiche sono le usanze del 14 agosto, con i tradizionali cortili adornati con edicole dedicate alla Madonna di Materdomini. Di forte impatto anche la tradizionale scassaria del 12 dicembre.
Il rione è legato ai culti di San Rocco al Casale del Pozzo (culto legato alla storia dell'Università Tre Casali) e di quello della Madonna del Buon Consiglio vista la vicinanza della chiesa, sita al Casale Nuovo.